# Marco Parnela
Marco Parnela (Orivesi, 5 de janeiro de 1981) é um futebolista finlandês.